# Problemas de Smale
Los llamados problemas de Smale son una lista de 18 problemas matemáticos no resueltos propuesta por Steve Smale en 2000. Smale compuso esta lista en respuesta a una petición de Vladimir Arnold, entonces presidente de la Unión Matemática Internacional, que pidió a varios matemáticos listar los problemas matemáticos más interesantes para el siglo XXI, inspirado en la lista de problemas de Hilbert propuestos en 1900.

## Problemas
| #  | Formulación                                                               | Estado |
| -- | ------------------------------------------------------------------------- | --- |
| 1  | Hipótesis de Riemann (véase también 8° problema de Hilbert)               | |
| 2  | Conjetura de Poincaré                                                     | Demostrada por Grigori Perelmán. |
| 3  | P = NP                                                                    | |
| 4  | Raíces enteras de un polinomio de una variable                            | |
| 5  | Límites verticales de las curvas diofánticas                              | |
| 6  | Finitud del número de equilibrios relativos en mecánica celeste           | |
| 7  | Distribución de puntos en una 2-esfera                                    | |
| 8  | Introducción de dinámicas en la teoría económica                          | |
| 9  | Problema de la programación lineal                                        | |
| 10 | Lema de Pugh                                                              | |
| 11 | ¿Es la dinámica unidimensional generalmente hiperbólica?                  | |
| 12 | Centralizadores de difeomorfismos                                         | Resuelto en la topología C1 por C. Bonatti, S. Crovisier y Amie Wilkinson. |
| 13 | Teorema de Kronecker (véase también 12º problema de Hilbert)              | |
| 14 | Atractor de Lorenz                                                        | Resuelto por Warwick Tucker usando aritmética de intervalos. |
| 15 | Ecuaciones de Navier-Stokes                                               | |
| 16 | Conjetura jacobiana (de forma equivalente, conjetura de Dixmier)          | |
| 17 | Resolver ecuaciones polinómicas en tiempo polinomial en el caso estándar. | Parcialmente resuelta por Carlos Beltrán Álvarez y Luis Miguel Pardo, que proponen un algoritmo probabilístico con complejidad polinómica. Otra respuesta parcial fue publicada por Felipe Cucker y Peter Bürgisser, que procedieron al análisis suave del algoritmo probabilístico de Beltrán-Pardo y luego mostraron el algoritmo determinista en función del tiempo {\displaystyle N^{O(\log \log N)}}. |
| 18 | Límites de la inteligencia                                                | |